# العلاقات الأمريكية الموزمبيقية
العلاقات الأمريكية الموزمبيقية هي العلاقات الثنائية التي تجمع بين الولايات المتحدة وموزمبيق.

## مقارنة بين البلدين
هذه مقارنة عامة ومرجعية للدولتين:
| وجه المقارنة                                              | الولايات المتحدة                                                                                                  | موزمبيق          |
| --------------------------------------------------------- | --- | ---------------- |
| المساحة (كم2)                                             | 9.83 مليون | 801.59 ألف       |
| عدد السكان (نسمة)                                         | 311.58 مليون | 29.67 مليون      |
| الكثافة السكانية (ن./كم²)                                 | 31.7 | 37.01            |
| العاصمة                                                   | واشنطن العاصمة | مابوتو           |
| اللغة الرسمية                                             | لغة إنجليزية | اللغة البرتغالية |
| العملة                                                    | دولار أمريكي | متكال موزمبيقي   |
| الناتج المحلي الإجمالي (بليون دولار)                      | 19.39 تريليون | 12.33 مليار      |
| الناتج المحلي الإجمالي (تعادل القوة الشرائية) بليون دولار | 18.04 تريليون | 33.35 مليار      |
| الناتج المحلي الإجمالي الاسمي للفرد دولار أمريكي          | 56.12 ألف | 529              |
| الناتج المحلي الإجمالي للفرد دولار أمريكي                 | 54.63 ألف | 1.13 ألف         |
| مؤشر التنمية البشرية                                      | 0.920 | 0.416            |
| رمز المكالمات الدولي                                      | +1 | +258             |
| رمز الإنترنت                                              | .us، حكومة، .mil، Edu.                                                                                            | .mz              |
| المنطقة الزمنية                                           | توقيت ساموا الأمريكية، توقيت أطلنطي موحد، منطقة زمنية وسطى، توقيت ألاسكا ‏، المنطقة الزمنية الجبلية، توقيت تشامرو ‏ | ت ع م+02:00      |

## منظمات دولية مشتركة
يشترك البلدان في عضوية مجموعة من المنظمات الدولية، منها:
| علم المنظمة | اسم المنظمة                               | تاريخ انضمام الولايات المتحدة | تاريخ انضمام موزمبيق |
| ----------- | ----------------------------------------- | ----------------------------- | -------------------- |
|             | منظمة حظر الأسلحة الكيميائية              | ?                             | ?                    |
|             | البنك الدولي للإنشاء والتعمير             | 27 ديسمبر 1945                | 24 سبتمبر 1984       |
|             | الاتحاد البريدي العالمي                   | ?                             | ?                    |
|             | منظمة التجارة العالمية                    | ?                             | ?                    |
|             | الأمم المتحدة                             | 24 أكتوبر 1945                | 16 سبتمبر 1975       |
|             | مؤسسة التنمية الدولية                     | 24 سبتمبر 1960                | 24 سبتمبر 1984       |
|             | مؤسسة التمويل الدولية                     | 20 يوليو 1956                 | 24 سبتمبر 1984       |
|             | المنظمة الهيدروغرافية الدولية             | ?                             | ?                    |
|             | الاتحاد الدولي للاتصالات                  | 1 يوليو 1908                  | 4 نوفمبر 1975        |
|             | منظمة الشرطة الجنائية الدولية             | ?                             | ?                    |
|             | وكالة ضمان الاستثمار متعدد الأطراف        | 12 أبريل 1988                 | 23 نوفمبر 1994       |
|             | المركز الدولي لتسوية المنازعات الاستشارية | 14 أكتوبر 1966                | 7 يوليو 1995         |
|             | البنك الإفريقي للتنمية                    | ?                             | ?                    |
|             | يونسكو                                    | 4 نوفمبر 1946                 | 11 أكتوبر 1976       |

## أعلام
هذه قائمة لبعض الشخصيات التي تربطها علاقات بالبلدين:
- جو ماديسون (مقدم برامج إذاعية من الولايات المتحدة الأمريكية، 16 يونيو 1949 – )

## وصلات خارجية
- موقع وزارة الخارجية الأمريكية
- موقع وزارة الخارجية الموزمبيقية